# Rénald Lubérice
Vous pouvez aider à l'améliorer ou bien discuter des problèmes sur sa page de discussion.
- Il ne cite pas suffisamment ses sources. Vous pouvez indiquer les passages à sourcer avec {{référence nécessaire}} ou {{Référence souhaitée}}, et inclure les références utiles en les liant aux notes de bas de page. (Marqué depuis février 2025)
- Son texte doit être wikifié : il ne correspond pas à la mise en forme Wikipédia (style, typographie, liens internes, liens entre les wikis, etc.). (Marqué depuis février 2025)
- Il est orphelin : moins de trois articles lui sont liés. Aidez à ajouter des liens en plaçant le code [[Rénald Lubérice]] dans les articles relatifs au sujet. (Marqué depuis février 2025)

- Archive Wikiwix
- Bing
- Cairn
- DuckDuckGo
- E. Universalis
- Gallica
- Google
- G. Books
- G. News
- G. Scholar
- Persée
- Qwant
- (zh) Baidu
- (ru) Yandex
- (wd) trouver des œuvres sur Wikidata

Rénald Lubérice, né le 6 octobre 1983 à Belladère, est un chercheur en sciences politiques et ancien secrétaire général du conseils des ministres sous la présidence de Jovenel Moïse (8 février 2017 à 2021). 

## Biographie
Formation et jeunesse
Il a fait ses études primaires à l’École nationale de Beladère et ses études secondaires au lycée Charlemagne Péralte dans cette ville limitrophe avec la République dominicaine. De 2003 à 2008, il a fait des études en sciences  géopolitiques à l’université Paris-VIII, en France.
En 2009, il est admis au programme de doctorat en science politique, en co-tutelle à l’université Laval, Québec au Canada, ainsi qu'à l’université de Seine Saint-Denis.
En 2008, M. Lubérice avait décroché, en 2008, en France, à l'université de Paris-VIII, le concours pour le Contrat. Il reçut le Prix de politicotech pour son livre intitulé Ce dont Reginald Boulos est le nom. Le Ministère à la condition féminine et aux droits des femmes, lui a décerné une plaque d’honneur pour son livre sur le genre en Haïti, titré Au nom d’une fille.
Il a commencé très tôt à travailler comme animateur de radio, puis présentateur de journal dans une station de radio locale radio Rotation FM. Il a été aussi chargé de cours de sociologie politique à l’université Paris-VIII et conseiller à l'ambassade d’Haïti auprès de l’Union européenne et du Benelux à Bruxelles.
De retour en Haïti en 2013, il a officié en tant qu’expert en renforcement institutionnel au FAES dans le cadre d’un programme financé par la Banque interaméricaine de développement (BID). Il a enseigné à l’université Quisqueya et est professeur à l'Institut d’Études et de Recherches Africaines d'Haïti (IERAH) de l’université de l’État d’Haïti (UEH).
Rénald Lubérice est membre fondateur du Rassemblement des Jovenelistes pour la démocratie (RJD) et de la plateforme politique Résistance Démocratique (RED).
Il est le fondateur de la radio Haïti-nation à Belladère, et aussi copropriétaire de la ferme agrotouristique de Roy-Sec. Il investit dans le domaine de l’importation de matériaux de construction et dans le secteur médical facilitant les soins de santé en Haïti. Il a été coordonnateur de la cellule diplomatique au palais national d'Haïti. Conseiller de l'ancien Président Michel Joseph Martelly. Il a accompagné la campagne du candidat Jovenel Moïse en tant que conseiller politique. De 2017 à 2021, il a occupé le poste de Secrétaire général du Conseil des ministres,.

## Politiques et prise de positions
Rénald Lubérice est connu pour ses prises de position contre la monopolisation de l’économie haïtienne par un petit groupe de cinq familles puissantes de l’oligarchie dite corrompue. Ces dénonciations sont formalisées dans un essai publié en 2019: Ce dont Reginald Boulos est le nom, publié à C3 Éditions.

### Rénald Luberice démissionne de son poste de secrétaire général du conseil des ministres.
Rénald Luberice a adressé une correspondance aux membres du Conseil des ministres le 25 septembre 2021, dans laquelle il annonce avoir remis sa démission en signe de refus de collaborer avec un suspect dans l'assassinat l'ancien président Jovenel Moïse. 
Vous comprendrez bien, mesdames, messieurs les membres du conseil, que je ne saurais me maintenir au secrétariat général du conseil des ministres sous la direction d’une personne nommée par Jovenel Moïse,  accusée dans son assassinat,  et qui n’attend pas coopérer avec la justice,  cherchant, au contraire, par tous les moyens,  à en faire obstruction. Je ne sais donc gré aux membres du conseil des ministres de considérer ma démission conformément aux articles 133 et 149 de la constitution conférant l’exercice des attributions du président de la République au conseil des ministres,  dès réception de la présente. Puisse chaque ministre se mettre à la hauteur de sa mission dans ce carrefour historique" lit-t-on  dans cette correspondance dont la rédaction de Xaragua Magazine a eu copie.
Un ensemble d’indices selon Renald Luberice, accrédite la thèse d’une participation active du Premier ministre Ariel Henry dans l’assassinat crapuleux de l'ancien président  Jovenel Moïse, en sa résidence privée, dans la nuit du 6 au 7 juillet 2021.
Le Commissaire du Gouvernement a.i Me Bed-Ford Claude requiert le juge d’instruction, Me Garry Orélien, le 14 septembre 2021, dans le but d’instruire sur les informations confirmant les appels téléphoniques entre Monsieur Ariel Henry et le fugitif Joseph Félix Badio dans la matinée du sordide magnicide.

## Affaires de l'assassinat de l'ancien président Jovenel Moïse
Le 27 novembre 2023 , l’ancien secrétaire général du Conseil des ministres, Rénald Lubérice, attendu au carré du juge d’instruction Walther Wesser Voltaire, dans le cadre de l'affaire de l'assassinat du président Jovenel Moïse, a brillé par son absence. Une absence qu’il tente de justifier à travers une correspondance adressée au Parquet de Port-au-Prince. Rénald Lubérice déclare qu'il n'a jamais reçu d’invitation du juge Walter Wesser Voltaire.

## Opposition à la gouvernance Ariel Henry
Dans une publication du 28 juillet 2021, le quotidien Le Nouvelliste écrit : «Ariel Henry perd sa première bataille à la tête du gouvernement». Et poursuit : le Premier ministre devrait remettre le pays sur les rails de la démocratie, mais au moins sur le chemin menant au train. Le quotidien va trop vite en besogne. Comment le nouveau Premier ministre peut-il remettre le pays sur les rails quand il est lui-même déraillé ? Sans légitimité démocratique, sans légalité, sans représentativité, il a accepté de prendre le pouvoir sous la bénédiction du « Core Group». Le nouvel homme fort du pays n’est responsable que devant lui-même: il n'a de compte à rendre à personne. Sans contrôle parlementaire, il cumule autant les fonctions exécutives que législatives. Pour une gouvernance à deux établie par la Constitution de 1987, la situation de ce nouveau chef de gouvernement dépasse vraiment la mesure.
L'État doit être un corps de fonctionnaires intègres. Or Haïti a à sa tête un Premier ministre, chef de l'administration publique, qui agit en dehors de toute règle de contrôle, donc de sanction. Avec une telle gouvernance dépourvue de l'éthique gouvernementale, le risque de corruption est élevé. Du coup, l'intégrité de l'ensemble des membres du gouvernement est déjà compromise.
En l'absence des mécanismes de contrôle qui sont cruciaux pour endiguer tout excès de la part d’un gouvernement, exiger des comptes au nom de l'intérêt général, la gouvernance devient obscure et l'action gouvernementale, douteuse. Le contrôle passe par des contrepoids, des freins et un régime de sanctions. Dans notre régime politique, il ne peut pas avoir de gouvernants sans législateurs, de gouvernement sans parlement, d'action gouvernementale sans contrôle parlementaire. C'est le choix que nous avons fait, le consensus que nous avons établi à la fin de la dictature, en 1986. Si ce consensus ne tient plus pour des raisons exceptionnelles comme celles nous connaissons aujourd'hui, nous devons tous retourner à la table des négociations afin de décider ensemble un autre pacte.

## Un rebond dans la confiance à l'égard des médias
Pour le Collectif des Médias en Ligne, les propos d’intimidation à l’égard d’un média indépendant montrent à quel point Rénald Lubérice ne comprend pas le fonctionnement des médias et leurs processus journalistiques, ni le travail rigoureux des journalistes. En raison de cette absence de connaissances, Lubérice est persuadé qu’un journaliste peut se mettre au service d’une personne dont il parle dans son article lit-on dans la note.
Le CMEL a estimé nécessaire de souligner à son tour que les journalistes doivent servir l’intérêt public et non des intérêts personnels ou particuliers. Ils ont le devoir de publier ce qui est d’intérêt public. Cette obligation prévaut sur le désir de servir des sources d’information.
La radicalisation et l’extrémisme des posts sur la plate-forme X par Rénald Lubérice poussent le Collectif des Médias en Ligne à s’interroger sur son influence, peut-être, des déclarations de l’ex-président, le 22 février 2021, lors d’une rencontre virtuelle du Conseil de sécurité des Nations-Unies sur la situation d’Haïti, que: «des gangs se déguisent en journalistes pour attaquer nos policiers dans les rues ». Des propos qui ont été à l’origine de violences policières envers des professionnels de la Presse. À ce moment, des journalistes ont été victimes de tirs à balles réelles dans l'exercice de leurs fonctions lors des mouvements de protestation contre le gouvernement de Jovenel Moïse.
Tout en dénonçant ardemment les déclarations enflammées de Rénald Lubérice, le CMEL a rappelé les horreurs de la dictature des Duvalier qui entamaient la liberté de la presse, et qui est garantie par la Constitution de 1987, amandée, dans son article 28-1 stipulant que: « Le journaliste exerce librement sa profession dans le cadre de la loi.
Par ailleurs, le CMEL a fait appel aux forces vives de la société de prendre acte les déclarations de l’ex-Secrétaire général du Conseil des ministres. En ce qui concerne les journalistes, le Collectif les exhorte à se solidariser pour une  parfaite défense de la liberté de la presse et de leur métier.

## Retrait du décret créant l’ANI, Renald Luberice exprime son désaccord avec le premier ministre Ariel Henry.
L’insistance des Ministres respectifs, Claude Joseph et Rockefeller Vincent a eu comme résultat l’enlèvement du point 7 de l’ordre du jour par le premier Ministre qui consistait à reporter, à l’issue de ce conseil tenu ce matin, le décret portant création de l’Agence Nationale de Renseignement (ANI). Un report qui a été antérieurement protesté par Rénald Lubérice  pour le respect de la mémoire de Jovenel Moïse. Pour Claude Joseph et Rockefeller Vincent, cette décision serait illégale à l’issue d’un débat houleux. Le conseil des ministres a été stérile car aucune mesure n’a été annoncée.
Pour le Secrétaire Général Renald Luberice qui n’a pas participé à la réunion, il s’agissait d’un conseil de gouvernement en lieu et place d’un Conseil des Ministres Le Secrétaire Général du conseil des ministres Renald Luberice  décline l’invitation à prendre part au conseil des ministres de ce mercredi 28 juillet dans une correspondance adressée au premier ministre Ariel Henry en raison d’un désaccord sur le retrait du décret créant l’ANI. Il a confié à la rédaction de Juno7 qu’une violation flagrante de l’article 159 de la constitution est causée par le point 7 du projet d’ordre du jour de ce conseil des ministres. Toujours selon Rénald Lubérice, le premier ministre a le pouvoir réglementaire mais ne peut jamais suspendre, ni interpréter les lois, actes et décrets, ni se dispenser de les exécuter.

## Rénald Lubérice se méfie du Juge Walter W. voltaire dans le dossier de Jovenel Moïse
Le 27 décembre 2023  dans  Le Ptit Journal Haïti, Renald Luberice  ex-conseiller de Jovenel Moise, monte au créneau contre le juge Voltaire à la suite de l’audition du Dr Ariel Henry dans le cadre de l’enquête sur le meurtre du 58eme président haïtien en sa résidence privée, à Pétionville dans la nuit du 6 au 7 juillet 2021. Selon Monsieur Luberice, le magistrat Walter W. Voltaire  s’est écarté du rapport d’enquête de la Direction Centrale de la Police Judiciaire (DCPJ) en ayant auditionné, dans les locaux de la primature, le premier ministre haïtien illégitime Ariel Henry, à titre de témoin dans ce magnicide. En ce sens Monsieur Ronald Luberice appelle le Doyen Bernard Sainvil à la désignation d’un nouveau juge instructeur pour poursuivre l’enquête sur la mort douteuse du président Jovenel Moïse.

## Distinctions
En 2008, M. Lubérice a réussi le concours pour le Contrat doctoral en France, à Paris 8. Il a reçu le prix de Politicotech pour son livre Ce dont Reginald Boulos est le nom. Le Ministère à la condition féminine et aux droits des femmes lui a décerné une plaque d’honneur pour son livre sur le genre en Haïti, intitulé Au nom d’une fille.

## Publications
Livres
- Haïti: État sérendipe, 2011
- Est ce que ça dérange ?, 2015
- Capturé. Guy Philippe ou la volonté d’être esclave, 2017
- Au nom d’une fille, 2018
- Ce dont Reginald Boulos est le nom, 2019
- Rendre le pouvoir aux Haïtiens, 2020

Ouvrages collectifs
- Le rêve assassiné, 2021